# Metroid Prime Pinball
Metroid Prime Pinball (メトロイドプライム ピンボール) est un jeu vidéo de flipper développé par Fuse Games, edité par Nintendo et sorti en 2005 sur Nintendo DS. C'est un spin-off de la série Metroid et plus précisément de la tétralogie Metroid Prime. C'est le premier jeu de la Nintendo DS à utiliser le Rumble Pak, vendu avec le jeu, qui permet de ressentir des vibrations pendant le jeu.

## Système de jeu
Utilisant les deux écrans de la console de Nintendo, Metroid Prime Pinball n'est pas un simple jeu de flipper : de nombreux évènements viennent impliquer le joueur dans des batailles contre des Metroid, des Pirates de l'Espace. Le Rumble Pak vendu avec le jeu permet de ressentir des vibrations en fonction des événements du jeu.

## Musique
Le jeu reprend en partie les musiques Metroid Prime.